# 盛瀧
盛瀧（1470年—？年），字原之，浙江绍兴府蕭山縣人，明朝政治人物。

## 生平
治《書經》，弘治十四年（1501年）由國子生中式辛酉科浙江鄉試第十二名舉人，正德三年（1508年）戊辰科第三甲第一百五十八名進士。初授临淮县知县，正德十三年（1518年）任廣西南寧府知府。

## 家族
曾祖盛文理。祖父盛严。父盛楠。母王氏；继母傅氏。慈侍下。行六，兄潮、瀚、弟洵、汉、滂、淑、沂。